# Coudures
Coudures település Franciaországban, Landes megyében. Lakosainak száma 558 fő (2022. január 1.). Coudures Aubagnan, Eyres-Moncube, Sainte-Colombe, Sarraziet, Serres-Gaston és Vielle-Tursan községekkel határos.

## Népesség
A település népességének változása:
| Lakosok száma | 449  | 420  | 402  | 415  | 503  | 464  | 451  | 508  | 536  | 558  |
|               | 1968 | 1982 | 1990 | 2006 | 2013 | 2015 | 2017 | 2019 | 2020 | 2022 |